# Omega d'Hèrcules
Omega d'Hèrcules (ω Herculis) és un estel binari de magnitud aparent +4,57 a la constel·lació d'Hèrcules. El nom del component principal és Cujam (que també és el nom tradicional del sistema); el seu nom prové del llatí Caiam, acusatiu de Caia, terme usat per Horaci per designar al garrot d'Hèrcules, assenyalat per aquest estel.
Situada a 235 anys llum de distància del sistema solar, Cujam és un estel blanc-blavós de tipus espectral B9p la temperatura superficial del qual és de 9.333 K. Amb una lluminositat 74 vegades major que la del Sol, la seva massa és de 2,6 masses solars i gira sobre si mateixa amb una velocitat de rotació projectada de 44 km/s. Té una edat estimada de 425 milions d'anys i en aproximadament 80 milions d'anys començarà a evolucionar cap a un estel gegant, abandonant la seqüència principal.
Cujam és un estel peculiar, és a dir, té un contingut metàl·lic anòmal almenys en les seves capes superficials. Alioth (ε Ursae Majoris) és la representant més coneguda d'aquesta classe. Com molts d'aquests estels, Kajam és una variable Alfa² Canum Venaticorum, amb una fluctuació en la seva lluentor de 0,08 magnituds al llarg d'un període de 2,951 dies.